# 歷史學家 (小說)
《歷史學家》（The Historian）是美國作家伊麗莎白·柯斯托娃撰寫的首本小說，於2005年出版，旋即高踞紐約時報的2005年夏季及秋季的暢銷書榜，在2006年中全球賣出約500萬本。

## 背景
《歷史學家》作者柯斯托娃拿了寫作資助計畫後，以十多年時間寫成的吸血鬼小說。故事講述一名少女在父親的書房中，無意中發現了一本中古世紀的無字天書，女孩逐步追尋吸血鬼德古拉的故事，展開一場追尋身世之旅。
雖然故事講述一段東歐吸血鬼的故事，但內容橫跨土耳其、羅馬尼亞、保加利亞、匈牙利的歷史，並將大量虛構情節與冷戰時代的史實穿插，資料搜集嚴謹，大獲書評人好評。　

## 改編
索尼公司已以150萬美元，購入該書的電影版權，將由電影《藝伎回憶錄》的製片Douglas Wick負責製作。　

## 出版信息
- 英文版：Elizabeth Kostova, The Historian, Time Warner Paperbacks. ISBN 0-7515-3728-4
- 繁体中文版：伊麗莎白·柯斯托娃 著，《历史学家》，張定綺 譯。 大塊文化出版股份有限公司，2006年9月出版。 ISBN 978-986-7059-34-5
- 简体中文版：伊麗莎白·柯斯托娃 著，《历史学家》，凌建娥、刘玉红 译。人民文学出版社，2006年5月出版。 ISBN 7-02-005480-3

## 外部連結
- 《歷史學家》書迷會 （英文）